# Hertha Berliner Sport-Club
L'Hertha Berliner Sport-Club, noto semplicemente come Hertha BSC e in Italia come Hertha Berlino, è una società calcistica tedesca con sede a Berlino, nel distretto Charlottenburg-Wilmersdorf. Milita nella Zweite Bundesliga, seconda serie del campionato tedesco di calcio.
L'Hertha Berlino è stato uno dei club fondatori della DFB (Deutscher Fussball Bund) a Lipsia nel 1900. A livello nazionale vanta la vittoria di 2 campionati, di 2 Coppe di Lega tedesche (2001 e 2002), mentre a livello internazionale si è aggiudicata 4 Coppe Intertoto (precedenti all'assunzione da parte della UEFA della competizione) negli anni '70 del XX secolo. Nel 1993 la squadra riserve dell'Hertha, l'Hertha BSC II, raggiunse inaspettatamente la finale di Coppa di Germania (unica squadra riserve tedesca a riuscire nell'impresa), dove fu sconfitta per 1-0 dal Bayer Leverkusen, squadra di Bundesliga.

## Storia

### Dagli esordi alla seconda guerra mondiale
Il club viene fondato il 25 luglio 1892 come BFC Hertha 92 da Fritz e Max Linder insieme a Otto e Willi Lorenz nel quartiere popolare Gesundbrunnen; il nome viene preso da una nave a vapore sulla quale Fritz Linder aveva viaggiato in una gita con il padre. La squadra adotta da subito le casacche bianche e blu, e nel 1905 vince la finale del campionato di Berlino; questo risultato la qualifica per il campionato nazionale, dove viene sconfitta in semifinale dai futuri campioni del Lipsia.
Gli anni venti iniziano con la fusione con il BSC Berlin, mentre tra il 1926 e il 1931 il club arriva per sei volte consecutive a disputare la finale nazionale. Se le prime quattro partite vengono tutte perse, nel 1930 e nel 1931 arrivano invece due titoli; la squadra, con in campo anche Johannes Sobek, sconfigge nelle finali prima l'Holstein Kiel, poi il Monaco 1860. In questi anni viene costruito il Plumpe, inoltre nasce la rivalità con il Tennis Borussia Berlin, il club preferito della bohème berlinese.
Un cambiamento si verifica in Germania nel 1933, quando il campionato viene riorganizzato dalle autorità naziste che nel frattempo hanno preso il controllo del Paese. L'Hertha gioca così nella Gauliga Berlin-Brandenburg, campionato che riesce a vincere nel 1935, nel 1937 e nel 1944; negli stessi anni la squadra partecipa anche alla fase nazionale, raggiungendo come miglior risultato i quarti nell'ultima di queste stagioni.

### Dopo la guerra
Alla fine della seconda guerra mondiale gli Alleati sciolgono tutte le associazioni sportive, e il club viene ricostituito nel 1945 come SG Gesundbrunnen, per riprendere la vecchia denominazione solo nel 1949. Le tensioni tra gli Alleati e i sovietici, che culmineranno successivamente con la costruzione del Muro di Berlino, rendono ben presto impossibile la vita in città. Al club viene negata la possibilità di giocare con squadre della Germania Est, così nel 1950 la squadra viene ammessa all'Oberliga Berlin, una delle cinque massime divisioni della Germania Ovest. L'Hertha vince questo campionato nel 1957, nel 1961 e nel 1963, ma a livello nazionale, alla pari di tutte le squadre dell'ex capitale tedesca, non riesce ad ottenere risultati significativi in questo periodo.

### Bundesliga

Una fase di Hertha- in Coppa delle Fiere 1969-70

Nel 1963 nasce la Bundesliga e l'Hertha, in qualità di campione in carica di Berlino, è una delle sedici squadre ammesse. Si trasferisce a giocare all'Olympiastadion, e nelle prime due stagioni ottiene due quattordicesimi posti. Però, nel 1965 il club viene scoperto a pagare irregolarmente alcuni dei suoi calciatori, e si vede così privato della licenza, venendo quindi retrocesso nella nuova Regionalliga Berlin.
L'Hertha ritorna a giocare in Bundesliga dopo tre anni, e conclude il campionato 1969-1970 al terzo posto; in questa stagione, inoltre, partecipa alla Coppa delle Fiere 1969-1970 dove elimina anche la Juventus prima di venir sconfitto ai quarti dall'Inter. Un altro terzo posto arriva nella stagione successiva, quando la squadra è però coinvolta in uno scandalo calcistico; questo porta alla squalifica di diversi tesserati, ma lascia inalterato il risultato del campo. In questo modo i tedeschi possono partecipare alla prima edizione della Coppa UEFA, dove vengono eliminati nel secondo turno dal Milan.
L'Hertha, con in campo anche Erich Beer, si classifica al secondo posto nel campionato 1974-1975, il miglior risultato di sempre in Bundesliga. Nella stagione successiva in Coppa UEFA i tedeschi vengono eliminati sempre al secondo turno dall'Ajax, e intanto viene decisa la vendita del Plumpe, evento che permette di rimettere in ordine i conti. L'Hertha raggiunge per due volte la finale della Coppa nazionale nelle edizioni 1976-1977 e 1978-1979, pur venendo sconfitto prima dal Colonia, poi dal Fortuna Düsseldorf. In quest'ultima stagione il club ottiene un buon traguardo nella Coppa UEFA, quando gioca la semifinale; è qui sconfitto dagli jugoslavi della Stella Rossa.
Intanto però la squadra stava scivolando nella parte bassa della graduatoria, fino a retrocedere al termine del campionato 1979-1980. L'Hertha torna nuovamente in Bundesliga nella campionato 1982-1983, ma dopo cinque anni si ritrova a giocare nell'Oberliga Berlin, ora terza serie nazionale. La Bundesliga viene riconquistata brevemente nella stagione 1990-1991, ma intanto cominciano a manifestarsi problemi di natura economica.
Il club gioca nel massimo campionato con una certa stabilità dal 1997; questo grazie anche ad una politica societaria, che ha consentito alla squadra di sfruttare a pieno il settore giovanile, oltre a lanciare talenti come Sebastian Deisler e Marcelinho, quest'ultimo nominato calciatore tedesco dell'anno nel 2005. In questo periodo l'Hertha termina il campionato 1998-1999 al terzo posto, e questo risultato consente ai tedeschi di partecipare alla Champions League; qui, dopo aver incontrato il Milan nella prima fase a gruppi viene eliminato nella seconda. In questi anni la squadra vince per due volte la Coppa di Lega tedesca, nel 2001 e nel 2002, e si qualifica quasi sempre alla Coppa UEFA, pur senza percorrere molta strada. Nella stagione 2008-2009 Il club rimane in corsa per il titolo fino al penultimo turno, ma conclude il torneo al quarto posto; una nuova retrocessione al secondo livello avviene però solo un anno dopo.
Gli anni duemiladieci sono caratterizzati da frequenti cambi di categoria: la squadra vince la Zweite Bundesliga 2010-2011, però dopo una sola stagione, durante la quale si è seduto in panchina anche Otto Rehhagel, viene retrocessa dopo aver perso il play-out contro il Fortuna Düsseldorf. Una nuova promozione si verifica poi nella stagione 2012-2013 con allenatore Jos Luhukay. Tornato in Bundesliga l'Hertha conclude la stagione all'undicesimo posto, ottenendo una salvezza tranquilla. Nella stagione seguente la salvezza arriva solo all'ultima giornata grazie alla differenza reti. Nella stagione 2015-2016 la squadra ottiene il miglior piazzamento dal 2009, concludendo settima e qualificandosi per l'Europa League. Nonostante l'eliminazione al terzo turno preliminare per mano dei danesi del Brondby, la stagione seguente l'Hertha riesce a migliorare il piazzamento della stagione precedente, concludendo al sesto posto. 
Nella stagione 2021-2022, dopo una serie di piazzamenti nella seconda metà della classifica, l'Hertha si qualifica per lo spareggio contro l'Amburgo, terzo classificato in Zweite Bundesliga, ottenendo la permanenza in massima divisione ribaltando la sconfitta dell'andata per un totale di 2-1. Nel novembre 2022 la società 777 Partners (già proprietaria di Vasco da Gama, Genoa, Red Star, Standard Liegi e Siviglia) diviene socia di maggioranza del club. Nell'annata 2022-2023 l'Hertha, a causa di un pessimo rendimento, retrocede con una giornata d'anticipo in Zweite Bundesliga, dieci anni dopo l'ultima promozione in massima divisione.

## Colori e simboli

Il vecchio stemma, usato fino al 2012.

### Colori
I colori della maglia dell'Hertha sono il bianco e il blu, che sono disposti a strisce verticali, i calzoncini sono bianchi, così come i calzettoni.

### Simboli ufficiali

#### Stemma
Il simbolo dell'Hertha è composto da una bandiera divisa orizzontalmente a metà: quella superiore è blu, quella inferiore è bianca e ospita la scritta "Hertha BSC".

## Strutture

### Organigramma societario
Staff aggiornato al 29 dicembre 2024
Organigramma
- Fabian Drescher  - Presidente
- Benjamin Weber - Direttore Sportivo
- Ralf Huschen - Amministratore Economico
- Thomas E. Herrich - Direttore generale
- Donato Melillo - Responsabile tecnico

### Stadio

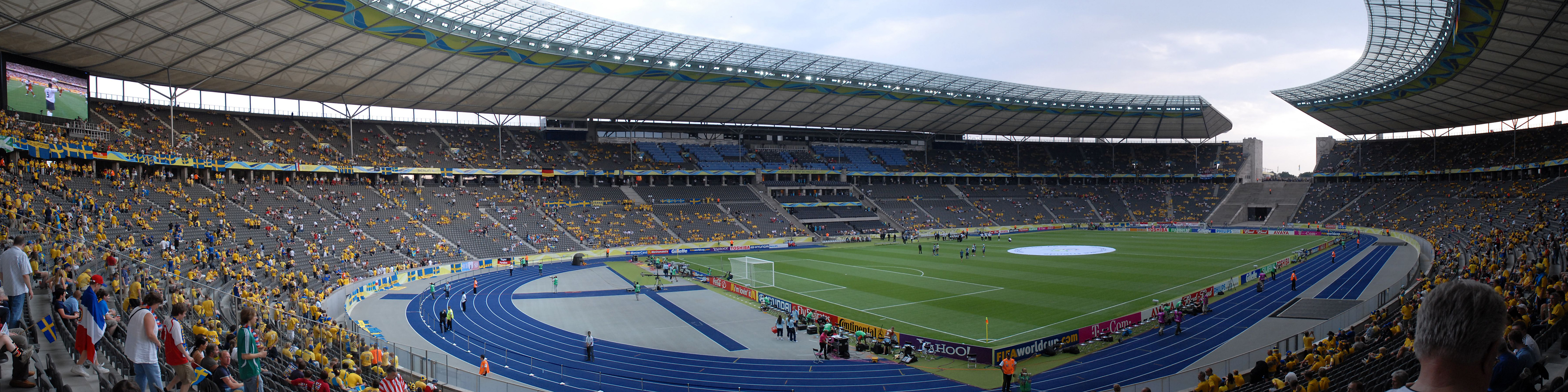
Panoramica dell'Olympiastadion.

Dal 1963, anno d'istituzione della Bundesliga, e salvo qualche anno d'interruzione, il club disputa le proprie gare interne nell'Olympiastadion, che è capace di contenere 74.475 spettatori (secondo in Germania per capienza, dietro al Signal Iduna Park di Dortmund).
Costruito per ospitare le Olimpiadi del 1936, nella sua storia ha ospitato anche tre gare del campionato del mondo 1974 e sei di quello del 2006, inclusa la finale che ha visto l'Italia vincere il suo quarto mondiale. Si è giocata qui anche la finale della UEFA Champions League 2014-2015, vinta per 3-1 dal Barcellona sulla Juventus, e la finale di ritorno della Coppa UEFA 1985-1986: la partita venne vinta per 2-0 dal Colonia sul Real Madrid, ma gli spagnoli conquistarono il trofeo in virtù del 5-1 dell'andata.
Nella sua storia il club è stato legato anche ad un altro impianto, noto come Plumpe. Aperto nel 1924 fu abbandonato nel 1963 e demolito nel 1974.

## Allenatori e presidenti
Tutti gli allenatori a partire dal 1963, anno di nascita della Bundesliga:
- 1963-1964  Josef Schneider
- 1964-1965  Josef Schneider (01 lug.-9 mar.)
 Gerhard Schulte (17 gen.-30 giu.)
- 1965-1966  Gerhard Schulte
- 1966-1973  Fiffi Kronsbein
- 1973-1974  Fiffi Kronsbein (01 lug.-13 mar.)
 Hans Eder (14 mar.-30 giu.)
- 1974-1977  Georg Keßler
- 1977-1979  Kuno Klötzer
- 1979-1980  Kuno Klötzer (01 lug.-27 ott.)
 Hans Eder (28 ott.-26 dic.)
 Fiffi Kronsbein (17 gen.-30 giu.)
- 1980-1981  Uwe Klimaschefski
- 1981-1982  Uwe Klimaschefski (01 lug.-09 dic.)
 Georg Gawliczek (10 dic.-30 giu.)
- 1982-1983  Georg Gawliczek
- 1983-1984  Martin Luppen (01 lug.-25 mag.)
 Hans Eder (26 mag.-30 giu.)
- 1984-1985  Uwe Kliemann
- 1985-1986  Uwe Kliemann (01 lug.-03 dic.)
 Hans Eder (04 dic.-06 gen.)
 Rudi Gutendorf (08 gen.-20 apr.)
 Jürgen Sundermann (21 apr.-30 giu.)
- 1986-1988  Jürgen Sundermann
- 1988-1989  Jürgen Sundermann (01 lug.-12 ott.)
 Werner Fuchs (13 ott.-30 giu.)
- 1989-1990  Werner Fuchs
- 1990-1991  Werner Fuchs (01 lug.-13 nov.)
 Pál Csernai (14 nov.-12 mar.)
 Peter Neururer (13 mar.-28 mag.)
 Karsten Heine (28 mag.-30 giu.)
- 1991-1992  Bernd Stange
- 1992-1993  Bernd Stange (01 lug.-18 ago.)
 Günter Sebert (21 ago.-30 giu.)
- 1993-1994  Günter Sebert (01 lug.-20 ott.)
 Uwe Reinders (21 ott.-23 mar.)
 Karsten Heine (24 mar.-30 giu.)
- 1994-1995  Karsten Heine
- 1995-1996  Karsten Heine (01 lug.-18 dic.)
 Jürgen Röber (01 gen.-30 giu.)
- 1996-2001  Jürgen Röber
- 2001-2002  Jürgen Röber (01 lug.-06 feb.)
 Falko Götz (06 feb.-30 giu.)
- 2002-2003  Huub Stevens
- 2003-2004  Huub Stevens (01 lug.-03 feb.)
 Andreas Thom (04 dic.-21 dic.)
 Hans Meyer (22 dic.-30 giu.)
- 2004-2006  Falko Götz
- 2006-2007  Falko Götz (01 lug.-09 apr.)
 Karsten Heine (10 apr.-30 giu.)
- 2007-2009  Lucien Favre
- 2009-2010  Lucien Favre (01 lug.-27 set.)
 Karsten Heine (28 set.-02 ott.)
 Friedhelm Funkel (03 ott.-30 giu.)
- 2010-2011  Markus Babbel
- 2011-2012  Markus Babbel (01 lug.-18 dic.)
 Rainer Widmayer (19 dic.-21 dic.)
 Michael Skibbe (01 gen.-12 feb.)
 René Tretschok (12 feb.-19 feb.)
 Otto Rehhagel (19 feb.-30 giu.)
- 2012-2014  Jos Luhukay
- 2014-2015  Jos Luhukay (01 lug.-05 feb.)
 Pál Dárdai (05 feb.-30 giu.)
- 2015-2019  Pál Dárdai
- 2019-2020  Ante Čović (01 lug.-27 nov.)
 Jürgen Klinsmann (27 nov.-11 feb.)
 Alexander Nouri (11 feb.-08 apr.)
 Bruno Labbadia (08 apr.-30 giu.)
- 2020-2021  Bruno Labbadia (01 lug.-24 gen.)
 Pál Dárdai (24 gen.-30 giu.)
- 2021-2022  Pál Dárdai (01 lug.-29 nov.)
 Tayfun Korkut (29 nov.-13 mar.)
 Felix Magath (13 mar.-30 giu.)
- 2022-2023  Sandro Schwarz (01 lug.-16 apr.)
 Pál Dárdai (16 apr.-30 giu.)
- 2023-2024  Pál Dárdai
- 2024-  Cristian Fiél

## Calciatori

### Vincitori di titoli
- Capocannoniere della Bundesliga: 1

 Michael Preetz (1998-1999)
Campioni del Sudamerica
- Gilberto (Venezuela 2007)

## Palmarès

### Competizioni nazionali
- Campionato tedesco: 2

1929-1930, 1930-1931
- Coppa di Lega tedesca: 2

2001, 2002
- Campionato tedesco di seconda divisione: 3

1989-1990, 2010-2011, 2012-2013

### Competizioni regionali
- Oberliga Berlin: 3

1956-1957, 1960-1961, 1962-1963
- Oberliga berlinese: 8

1925, 1926, 1927, 1928, 1929, 1930, 1931, 1933
- Gauliga Berlin-Brandenburg: 3

1934-1935, 1936-1937, 1943-1944
- Campionato del Brandeburgo: 12

1906, 1915, 1917, 1918, 1925, 1926, 1927, 1928, 1929, 1930, 1931, 1933

### Competizioni internazionali
- Coppa Intertoto: 4

1971, 1973, 1976, 1978

### Competizioni giovanili
- Under-19 Bundesliga: 1

2017-2018
- Under-17 Bundesliga: 4

1999-2000, 2002-2003, 2004-2005, 2011-2012
- DFB-Pokal der Junioren: 2

2003-2004, 2014-2015
- Campionato tedesco Under 17: 3

2000, 2003, 2005
- Campionato tedesco Under 19 Nord/Nordest: 2

2005, 2006
- Campionato tedesco Under 17 Nord/Nordest: 1

2008

### Altri piazzamenti
- Campionato tedesco:

Secondo posto: 1925-1926, 1926-1927, 1927-1928, 1928-1929, 1974-1975
Terzo posto: 1969-1970, 1970-1971, 1977-1978, 1998-1999
Semifinalista: 1905-1906, 1924-1925
- Coppa di Germania:

Finalista: 1976-1977, 1978-1979
Semifinalista: 1963-1964, 1975-1976, 1980-1981, 2015-2016
- Coppa di Lega tedesca:

Finalista: 2000
- 2. Fußball-Bundesliga:

Secondo posto: 1980-1981 (girone Nord), 1981-1982, 1996-1997
Terzo posto: 1991-1992 (girone Nord)
- Oberliga Berlin:

Secondo posto: 1959-1960, 1961-1962
- Coppa UEFA:

Semifinalista: 1978-1979
- Coppa Piano Karl Rappan:

Semifinalista: 1964-1965
- UEFA Fair Play ranking: 1

2007-2008

## Statistiche e record

### Campionati nazionali
Il club ha vinto per due volte il campionato tedesco, nel 1929-1930 e nella stagione successiva. Invece, il miglior risultato ottenuto dal club in Bundesliga è il terzo posto ottenuto nel campionato 1998-1999.
Dalla stagione 1949-1950 alla 2025-2026 compresa il club ha ottenuto le seguenti partecipazioni ai campionati nazionali:
| Livello | Categoria            | Partecipazioni | Debutto   | Ultima stagione | Totale |
| ------- | -------------------- | -------------- | --------- | --------------- | ------ |
| 1º      | Bundesliga           | 40             | 1963-1964 | 2022-2023       | 53     |
| 1º      | Oberliga Berlin      | 13             | 1949-1950 | 1962-1963       | 53     |
| 2º      | 2. Bundesliga        | 18             | 1980-1981 | 2025-2026       | 21     |
| 2º      | Regionalliga Berlino | 3              | 1965-1966 | 1967-1968       | 21     |
| 2º      | 2. Oberliga Berlin   | 1              | 1953-1954 | 1953-1954       | 21     |
| 3º      | Oberliga Berlin      | 2              | 1986-1987 | 1987-1988       | 2      |

### Tornei internazionali
Nei tornei internazionali il club ha raggiunto come massimo traguardo la semifinale nella Coppa UEFA 1978-1979, dove è stato battuto dalla Stella Rossa. Notevole è anche il raggiungimento del secondo turno a gironi nell'unica partecipazione alla Champions League, nell'edizione 1999-2000.
Alla stagione 2019-2020 il club ha ottenuto le seguenti partecipazioni ai tornei internazionali:
| Categoria                                | Partecipazioni | Debutto   | Ultima stagione |
| ---------------------------------------- | -------------- | --------- | --------------- |
| Coppa dei Campioni/UEFA Champions League | 1              | 1999-2000 | 1999-2000       |
| Coppa UEFA/UEFA Europa League            | 11             | 1971-1972 | 2009-2010       |
| Coppa Intertoto                          | 1              | 2006      | 2006            |
| Coppa delle Fiere                        | 4              | 1963-1964 | 1970-1971       |

#### Statistiche nelle competizioni UEFA
Tabella aggiornata alla fine della stagione 2017-2018.
| Competizione                  | Partecipazioni | G  | V  | N  | P  | RF | RS |
| ----------------------------- | -------------- | -- | -- | -- | -- | -- | -- |
| UEFA Champions League         | 1              | 14 | 3  | 5  | 6  | 12 | 18 |
| Coppa UEFA/UEFA Europa League | 11             | 72 | 35 | 19 | 18 | 94 | 62 |
| Coppa delle Fiere             | 4              | 16 | 8  | 3  | 5  | 20 | 19 |
| Coppa Intertoto               | 1              | 2  | 1  | 1  | 0  | 2  | 0  |

### Statistiche di squadra
Miglior vittoria in casa
 Hertha Berlino -  Borussia Dortmund 9-1 1969/70 8 aprile 1970
Miglior vittoria in trasferta
 Eintracht Francoforte -  Hertha Berlino 0-5 1977/78 18 gennaio 1978
Peggior sconfitta in casa
 Hertha Berlino -  Amburgo 0-6 1979/80 5 aprile 1980
Peggior sconfitta in trasferta

## Organico

### Rosa 2024-2025
Aggiornata al 28 agosto 2024.
| N. |                                 | Ruolo | Calciatore             |
| -- | ------------------------------- | ----- | ---------------------- |
| 1  | Germania (bandiera)             | P     | Tjark Ernst            |
| 5  | Grecia (bandiera)               | C     | Andreas Bouchalakīs    |
| 6  | Germania (bandiera)             | C     | Diego Demme            |
| 7  | Germania (bandiera)             | A     | Florian Niederlechner  |
| 8  | Germania (bandiera)             | C     | Kevin Sessa            |
| 9  | Bosnia ed Erzegovina (bandiera) | A     | Smail Prevljak         |
| 11 | Germania (bandiera)             | C     | Fabian Reese           |
| 14 | Svezia (bandiera)               | C     | Bilal Hussein          |
| 16 | Inghilterra (bandiera)          | D     | Jonjoe Kenny           |
| 18 | Germania (bandiera)             | A     | Luca Schuler           |
| 19 | Tunisia (bandiera)              | C     | Jeremy Dudziak         |
| 20 | Ungheria (bandiera)             | A     | Palkó Dárdai           |
| 21 | Angola (bandiera)               | D     | Anderson Lucoqui       |
| 22 | Germania (bandiera)             | C     | Marten Winkler         |
| 24 | Islanda (bandiera)              | A     | Jón Dagur Þorsteinsson |

| N. |                        | Ruolo | Calciatore          |
| -- | ---------------------- | ----- | ------------------- |
| 26 | Danimarca (bandiera)   | A     | Gustav Christensen  |
| 27 | Francia (bandiera)     | C     | Mickaël Cuisance    |
| 30 | Algeria (bandiera)     | C     | Ibrahim Maza        |
| 31 | Ungheria (bandiera)    | D     | Márton Dárdai       |
| 33 | Polonia (bandiera)     | D     | Michał Karbownik    |
| 34 | Paesi Bassi (bandiera) | D     | Deyovaisio Zeefuik  |
| 35 | Germania (bandiera)    | P     | Marius Gersbeck     |
| 37 | Germania (bandiera)    | D     | Toni Leistner       |
| 39 | Germania (bandiera)    | A     | Derry Scherhant     |
| 40 | Germania (bandiera)    | A     | Luca Wollschläger   |
| 41 | Germania (bandiera)    | D     | Pascal Klemens      |
| 43 | Germania (bandiera)    | P     | Tim Goller          |
| 44 | Germania (bandiera)    | D     | Linus Gechter       |
| 48 | Germania (bandiera)    | C     | Mesut Kesik         |
|    | Stati Uniti (bandiera) | D     | John Anthony Brooks |